# Baeopogon indicator
Baeopogon indicator là một loài chim trong họ Pycnonotidae.